# 동골라

동골라(Dongola)의 위치

동골라(아랍어:دنقلا, Dongola)는 수단 북부 나일강변에 자리한 북부주의 주도다. 우르두 (Urdu)나 신동골라 (New Dongola)라고도 부른다. 과거 중세시대에는 옛 동골라라 하여 나일강 반대편에 도시가 자리해 있었으며, 기독교 왕국 마쿠리아의 수도였으나 19세기 초에 버려져 지금의 도시가 조성되었다.

## 역사
중세 시대 이 지역은 기독교 왕국인 마쿠리아의 지배를 받았다. 마쿠리아 왕국은 14세기 중반까지 남쪽의 옛 동골라에 수도를 두었다. 이후 16세기에 이르러 마쿠리아가 푼지 술탄국에 합병된 뒤 옛 동골라는 소왕국의 수도가 되었으며 18세기 말까지 이 일대를 통치하였다. 1820년대에 이르러 옛 동골라는 사실상 버려졌다. 
1812년 무함마드 알리 파샤가 이집트에서 맘루크 왕조 세력을 축출하자 맘루크 세력은 동골라 지역으로 이주하여 소국을 세우고, 작은 마을인 마라가를 수도로 삼았다. 이 소국은 크게 성장하여 동골라 우르두 (Dongola Urdu), 직역하면 '신 동골라'로 불리우게 되었다. 1820년 무함마드 알리 파샤가 수단을 침공하자, 불과 300명 규모에 불과했던 맘루크 세력은 마을을 버리고 남쪽으로 피난했다. 이집트는 동골라를 지역의 수도로 삼고, 1880년대 마흐디국의 반란이 발발할 때까지 그 지위를 유지시켰다.

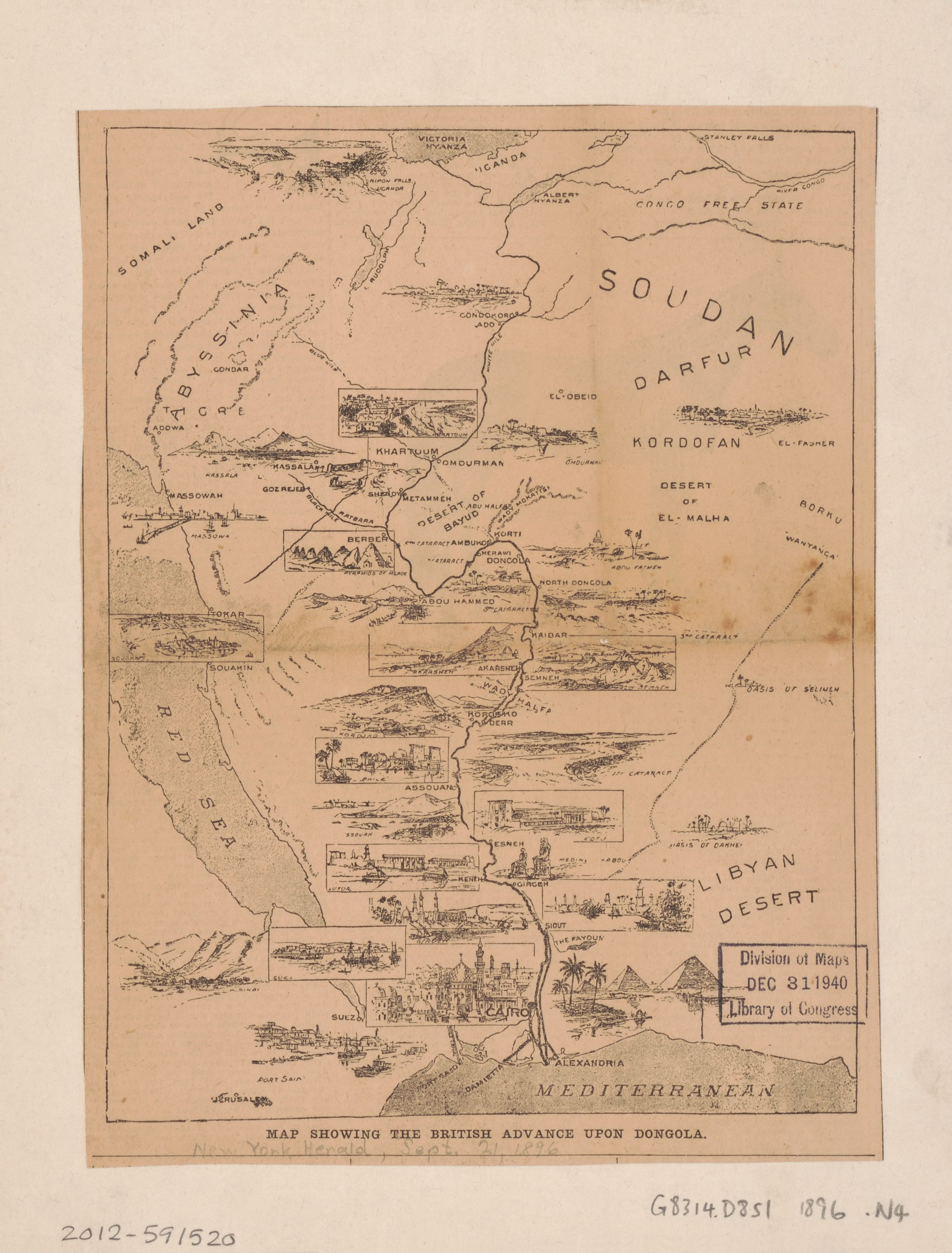
영국군의 동골라 진격 작전도

1884년~1885년 영국의 나일 원정대가 수단의 하르툼에 주둔하던 고든 소장을 구출하기 위해 나아가는 과정에서 이 지역을 통과하였다. 나일 원정대는 배를 타고 나일강을 거슬러 올라가는 도전에 나섰고, 이는 오늘날 영국에서 개최되는 레가타 경주인 동골라 레이싱 대회의 기원이 되었다.
1896년에는 영국의 허버트 키치너 장군이  토착 무슬림 부족을 상대로 승리를 거두었는데 이를 마흐디 전쟁이라 부른다. 이후 키치너는 동골라를 주이집트 영국군 기지로서 무기, 장비, 자원을 수집하고 보관하는 거점으로 구축해 나갔다. 동골라는 영국에 전역상황을 보고하는 영구기지로 지정되었으며, 수단에 주둔한 영국-이집트군의 소식을 담은 최초의 영어 보도자료인 〈동골라 스타〉 (Dongola Star)가 발행되기도 했다. 키치너 장군의 부대는 무자비한 전과로도 널리 알려졌는데, 1898년 옴두르만 전투에서는 마흐디군을 상대로 15,000명 이상을 사살하였고, 나중에는 부상자마저 사살하여 전체 사망자 수가 50,000명을 넘어서기도 했다.

## 교통
범아프리카 도로체계의 하나로 속해 있는 카이로-케이프타운 고속도로가 이 지역을 지난다. 공항으로는 동골라 공항이 있다.

## 기후
| Dongola (1961–1990)의 기후 | Dongola (1961–1990)의 기후 | Dongola (1961–1990)의 기후 | Dongola (1961–1990)의 기후 | Dongola (1961–1990)의 기후 | Dongola (1961–1990)의 기후 | Dongola (1961–1990)의 기후 | Dongola (1961–1990)의 기후 | Dongola (1961–1990)의 기후 | Dongola (1961–1990)의 기후 | Dongola (1961–1990)의 기후 | Dongola (1961–1990)의 기후 | Dongola (1961–1990)의 기후 | Dongola (1961–1990)의 기후 |
| 월                         | 1월                        | 2월                        | 3월                        | 4월                        | 5월                        | 6월                        | 7월                        | 8월                        | 9월                        | 10월                       | 11월                       | 12월                       | 연간                       |
| -------------------------- | -------------------------- | -------------------------- | -------------------------- | -------------------------- | -------------------------- | -------------------------- | -------------------------- | -------------------------- | -------------------------- | -------------------------- | -------------------------- | -------------------------- | -------------------------- |
| 역대 최고 기온 °C (°F)     | 36.6 (97.9)                | 42.2 (108.0)               | 46.0 (114.8)               | 46.5 (115.7)               | 48.6 (119.5)               | 49.6 (121.3)               | 49.0 (120.2)               | 46.6 (115.9)               | 46.8 (116.2)               | 44.4 (111.9)               | 40.1 (104.2)               | 37.3 (99.1)                | 49.6 (121.3)               |
| 일평균 최고 기온 °C (°F)   | 26.7 (80.1)                | 29.4 (84.9)                | 33.8 (92.8)                | 38.6 (101.5)               | 41.8 (107.2)               | 43.4 (110.1)               | 42.2 (108.0)               | 41.8 (107.2)               | 39.8 (103.6)               | 38.4 (101.1)               | 32.1 (89.8)                | 28.3 (82.9)                | 36.4 (97.5)                |
| 일일 평균 기온 °C (°F)     | 17.6 (63.7)                | 19.6 (67.3)                | 23.9 (75.0)                | 28.5 (83.3)                | 32.1 (89.8)                | 34.0 (93.2)                | 33.6 (92.5)                | 33.5 (92.3)                | 32.3 (90.1)                | 29.4 (84.9)                | 23.5 (74.3)                | 19.3 (66.7)                | 27.3 (81.1)                |
| 일평균 최저 기온 °C (°F)   | 8.5 (47.3)                 | 9.8 (49.6)                 | 13.9 (57.0)                | 18.5 (65.3)                | 22.3 (72.1)                | 24.7 (76.5)                | 25.0 (77.0)                | 25.2 (77.4)                | 24.7 (76.5)                | 20.4 (68.7)                | 14.8 (58.6)                | 10.2 (50.4)                | 18.2 (64.8)                |
| 역대 최저 기온 °C (°F)     | −2.7 (27.1)                | 1.0 (33.8)                 | 4.3 (39.7)                 | 8.4 (47.1)                 | 12.6 (54.7)                | 17.3 (63.1)                | 19.3 (66.7)                | 18.0 (64.4)                | 16.6 (61.9)                | 11.4 (52.5)                | 6.0 (42.8)                 | 2.1 (35.8)                 | −2.7 (27.1)                |
| 평균 강수량 mm (인치)      | 0.3 (0.01)                 | 0.0 (0.0)                  | 0.0 (0.0)                  | 0.0 (0.0)                  | 0.0 (0.0)                  | 0.5 (0.02)                 | 0.0 (0.0)                  | 3.2 (0.13)                 | 7.7 (0.30)                 | 0.1 (0.00)                 | 0.5 (0.02)                 | 0.0 (0.0)                  | 12.3 (0.48)                |
| 평균 강수일수 (≥ 0.1 mm)   | 0.1                        | 0.0                        | 0.1                        | 0.0                        | 0.1                        | 0.0                        | 0.5                        | 0.9                        | 0.1                        | 0.2                        | 0.0                        | 0.0                        | 2.0                        |
| 평균 상대 습도 (%)         | 35                         | 30                         | 23                         | 21                         | 18                         | 17                         | 21                         | 22                         | 21                         | 25                         | 32                         | 36                         | 25                         |
| 평균 월간 일조시간         | 306.9                      | 294.0                      | 319.3                      | 321.0                      | 325.5                      | 339.0                      | 334.8                      | 337.9                      | 288.0                      | 319.3                      | 315.0                      | 313.1                      | 3,813.8                    |
| 가능 일조율                | 91                         | 91                         | 85                         | 85                         | 84                         | 89                         | 81                         | 83                         | 78                         | 88                         | 93                         | 91                         | 87                         |
| 출처: NOAA                 |                            |                            |                            |                            |                            |                            |                            |                            |                            |                            |                            |                            |                            |